# George Jung
George Jacob Jung (Boston, Massachusetts, 1942. augusztus 2. – 2021. május 5.) a 70-es és a 80-as évek legnagyobb kokainimportőre volt az Egyesült Államokban. Ő és Carlos Lehder teremtették meg az amerikai kokainpiacot.

## Életpályája
Weymouthban nőtt fel. 1968-ban Kaliforniába költözött barátjával, Tunával. Ott ismerkedett meg Richard Barile dílerrel, majd hamarosan elkezdett marihuánával üzletelni. Eleinte a Barilétől vásárolt anyagot Jung stewardess barátnője vitte át Kaliforniából a keleti partra, és ott egy régi barátja adta el. Amikor az üzlet beindult, Jung és Tuna már repülővel hozták az anyagot a mexikói Puerta Vallartából, és lakókocsival vitték át az ország másik felébe.
1972-ben Jungot letartóztatták kábítószer birtoklásának vádjával (500 kiló marihuánával bukott le), és öt évet kapott. Büntetését a Connecticut állambeli danburyi börtönben töltötte le, itt ismerkedett meg későbbi társával a kolumbiai Carlos Lehderrel. Lehder autólopásért ült, de hamar kiderült, hogy máshoz is ért. Ő ismertette meg a kokaint Junggal, cserébe Jung bevezette Lehdert a csempészet világába. Elhatározták, szabadulásuk után társulnak, és annyi pénzt csinálnak az új üzletből, amennyit csak lehet. Jungot 1975 tavaszán helyezték feltételesen szabadlábra, és mikor 1976-ban Lehder is szabadult egyből Kolumbiába utaztak. Lehder bemutatta Jungot az egykor rettegett kolumbiai bűnözőnek Pablo Escobarnak. Ezzel Jung közvetlenül is kapcsolatba került a hírhedt Medellín kartelllel. Carlos bármekkora mennyiséget be tudott szerezni Escobar segítségével, Jung pedig garantálta hogy egy kaliforniai kapcsolata révén el is tudja adni. Miután megszervezték a szállítást 1970–1980 között 85%-ban ők látták el kokainnal Amerikát. Repülőgépekkel és felbérelt pilótákkal dolgoztak, hetente 2-3 000 kilót szállítottak. A haszon 15-20 000 dollár volt kilónként. Miután már rengeteg pénzük gyűlt össze, és nem tudták hová rakni, úgy döntöttek hogy egy panamai bankban helyezik el a pénzüket. Ez a bank történetesen a panamai diktátor Manuel Noriega tulajdonában állt, de akkor még nem sejtették, hogy ebből később bonyodalmak lehetnek.
Jung és Lehder között a kapcsolat akkor romlott meg, amikor Carlos unszolására Jung elárulta a kaliforniai kapcsolata nevét (Richard Barile). Miután Jung bemutatta Barile-t Carlosnak, Carlos szinte azonnal kiszorította Jungot a piacról, és 1977-ben a Bahama-szigeteki Norman's Cay szigetén kiépítette saját elosztó rendszerét. Jungnak időközben megszületett lánya Kristina Sunshine Jung, és úgy döntött, hogy végleg kiszáll az üzletből, és hátralevő életét lányának szenteli. Mikor elutazott Panamába, hogy felvegye a letétbe helyezett 30 millió dollárt (összesen kb. 100 milliót keresett az üzleten, de később mindent elveszített), tájékoztatták, hogy a panamai kormány államosította a bankokat, és lefoglalta a pénzt. Ekkor Jung úgy döntött, hogy összehoz még egy utolsó szállítmányt, hogy legyen pénze eltartani a családját, de az akció balul sült el, cinkosai feladták, hogy mentsék saját magukat.
Jungot 1994-ben tartóztatták le, és 60 évet kapott. Jung később tanúskodott volt bűntársa, Carlos Lehder ellen, ezért 20 évre csökkentették büntetését. 2014. november 27-én szabadult, 72 éves korában. Egykori társát Carlos Lehdert szintén letartóztatták, az ellene folyó tárgyaláson Jung volt a koronatanú. Lehder életfogytiglant valamint további 135 év börtönbüntetést kapott.

## A filmről
George Jung életéről 2000-ben Ted Demme Betépve címmel forgatott filmet, Johnny Depp főszereplésével, melyet 2001-ben mutattak be a mozikban.